# Magritte voor beste film
De Magritte voor beste film (Magritte du meilleur film) is een Belgische filmprijs die sinds 2011 wordt uitgereikt door de Académie André Delvaux, samen met de andere Margrittes de cinéma. De prijs wordt toegekend aan de beste Belgische Franstalige film van het jaar.

## Winnaars en genomineerden

### Jaren 2010
| Jaar                            | Film                                              | Regisseur(s) |
| ------------------------------- | ------------------------------------------------- | ------------ |
| 2011                            |                                                   |              |
| Mr. Nobody                      | Jaco Van Dormael                                  |              |
| Amer                            | Hélène Cattet en Bruno Forzani                    |              |
| Les Barons                      | Nabil Ben Yadir                                   |              |
| Illégal                         | Olivier Masset-Depasse                            |              |
| 2012                            |                                                   |              |
| Les Géants                      | Bouli Lanners                                     |              |
| Beyond the Steppes              | Vanja d'Alcantara                                 |              |
| La Fée                          | Dominique Abel, Fiona Gordon en Bruno Romy        |              |
| Le Gamin au vélo                | Jean-Pierre en Luc Dardenne                       |              |
| 2013                            |                                                   |              |
| À perdre la raison              | Joachim Lafosse                                   |              |
| 38 témoins                      | Lucas Belvaux                                     |              |
| Dead Man Talking                | Patrick Ridremont                                 |              |
| Mobile Home                     | François Pirot                                    |              |
| 2014                            |                                                   |              |
| Ernest et Célestine             | Benjamin Renner, Stéphane Aubier en Vincent Patar |              |
| Au nom du fils                  | Vincent Lannoo                                    |              |
| Kinshasa Kids                   | Marc-Henri Wajnberg                               |              |
| Le monde nous appartient        | Stephan Streker                                   |              |
| Tango libre                     | Frédéric Fonteyne                                 |              |
| 2015                            |                                                   |              |
| Deux jours, une nuit            | Jean-Pierre en Luc Dardenne                       |              |
| Henri                           | Yolande Moreau                                    |              |
| La Marche                       | Nabil Ben Yadir                                   |              |
| Les Rayures du zèbre            | Benoît Mariage                                    |              |
| Pas son genre                   | Lucas Belvaux                                     |              |
| 2016                            |                                                   |              |
| Le Tout Nouveau Testament       | Jaco Van Dormael                                  |              |
| Je suis mort mais j'ai des amis | Guillaume Malandrin en Stéphane Malandrin         |              |
| Melody                          | Bernard Bellefroid                                |              |
| Préjudice                       | Antoine Cuypers                                   |              |
| Tous les chats sont gris        | Savina Dellicour                                  |              |
| 2017                            |                                                   |              |
| Les Premiers, les Derniers      | Bouli Lanners                                     |              |
| Je me tue à le dire             | Xavier Seron                                      |              |
| Keeper                          | Guillaume Senez                                   |              |
| L'Économie du couple            | Joachim Lafosse                                   |              |
| Parasol                         | Valéry Rosier                                     |              |
| 2018                            |                                                   |              |
| Insyriated                      | Philippe Van Leeuw                                |              |
| Chez nous                       | Lucas Belvaux                                     |              |
| Dode hoek                       | Nabil Ben Yadir                                   |              |
| Noces                           | Stephan Streker                                   |              |
| Paris pieds nus                 | Dominique Abel en Fiona Gordon                    |              |
| 2019                            |                                                   |              |
| Nos batailles                   | Guillaume Senez                                   |              |
| Bitter Flowers                  | Olivier Meys                                      |              |
| Laissez bronzer les cadavres    | Hélène Cattet en Bruno Forzani                    |              |
| Mon Ket                         | François Damiens                                  |              |
| Tueurs                          | François Troukens en Jean-François Hensgens       |              |

### Jaren 2020
| Jaar                           | Film                                  | Regisseur(s) |
| ------------------------------ | ------------------------------------- | ------------ |
| 2020                           |                                       |              |
| Duelles                        | Olivier Masset-Depasse                |              |
| Le Jeune Ahmed                 | Jean-Pierre en Luc Dardenne           |              |
| Lola vers la mer               | Laurent Micheli                       |              |
| Nuestras madres                | César Díaz                            |              |
| Seule à mon mariage            | Marta Bergman                         |              |
| 2022                           |                                       |              |
| Une vie démente                | Ann Sirot en Raphaël Balboni          |              |
| Adoration                      | Fabrice Du Welz                       |              |
| Filles de joie                 | Frédéric Fonteyne en Anne Paulicevich |              |
| Les Intranquilles              | Joachim Lafosse                       |              |
| Un monde                       | Laura Wandel                          |              |
| 2023                           |                                       |              |
| Nobody Has to Know             | Bouli Lanners                         |              |
| Animals                        | Nabil Ben Yadir                       |              |
| La Ruche                       | Christophe Hermans                    |              |
| Rien à foutre                  | Julie Lecoustre en Emmanuel Marre     |              |
| Tori et Lokita                 | Jean-Pierre en Luc Dardenne           |              |
| 2024                           |                                       |              |
| Dalva                          | Emmanuelle Nicot                      |              |
| Augure                         | Baloji                                |              |
| Le Paradis                     | Zeno Graton                           |              |
| Le Syndrome des amours passées | Ann Sirot en Raphaël Balboni          |              |
| Temps mort                     | Eve Duchemin                          |              |